# عشق و بانوی ناتمام
عشق و بانوی ناتمام از رمان‌های فارسی و اثر امیرحسن چهلتن درباره لمپنیسم است.
رمان دارای پنج بخش و داستان اصلی آن عشق‌های تلف شده، بی عاقبت یا ناتمام است.

## داستان
قرار است دو شخصیت داستان که هر دو نویسنده هستند خاطرات بانویی پیر را بنویسند. نویسنده نخست، در بحرانی‌ترین لحظات از ادامه کار سر باز می‌زند و آن را به نویسنده دیگری می‌سپارد. اما امکان دیدار با بانوی پیر برای نویسنده جدید پیش نمی‌اید و او خود تصمیم می‌گیرد تا برای داستان، پایانی بیندیشد. ولی در این میان چند پرسش اساسی در ذهن او مطرح می‌شود:
- اینکه آیا این بانوی عاشق از آغاز، وجود خارجی داشته است؟
- آیا او ساخته ذهن نویسنده نخست نبوده است؟
- آیا این خاطرات انبوه پیچیده، رازی را در خود پنهان کرده اند؟
- آیا اساساً هدف از نوشتن، رسیدن به حقیقت است یا پنهان کردن آن؟
- در ایجاد ارتباط خلاق انسانی، آیا عرف، اخلاق، عادت و سنت مانع ایجاد می‌کنند؟
- در جهانی که مردان را به شیطنت جنسی تشویق می‌کند آیا چنین شیطنتی را از جانب یک زن به رسمیت می‌شناسد؟

از سوی دیگر، دشواری "نوشتن"، دیگر موضوع مورد بحث این رمان است.

## نقد
چهلتن در این رمان مانند تهران، شهر بی‌آسمان به رفتارهای لمپن‌گونه مردی تحصیلکرده با همسر خود اشاره می‌کند. به خصوص در بخشی که شخصیت داستان در خصوصی‌ترین لحظات زندگی با همسرش «ملک» می‌گوید: «در وجود هر ایرانی یک لمپن کوچک وجود دارد که نشانه‌های آن در رفتار روزمره‌مان آشکار است».

## اطلاعات کتاب
- محل نشر: تهران
- انتشارات: انتشارات نگاه
- تاریخ نشر: ۱۳۸۱/۰۱/۲۵
- شمارگان: ۵۰۰۰ نسخه
- تعداد صفحات: ۲۰۰ صفحه
- زبان: فارسی
- شابک: ۹۶۴-۶۷۳۶-۵۸-۰
- رده دیویی: ۸fa۳.۶۲
- قطع: رقعی
- جلد: شومیز